# Dintr-odată uman
„Dintr-odată uman” (titlu original: „Suddenly Human”) este al 4-lea episod din al patrulea sezon al serialului TV american științifico-fantastic Star Trek: Generația următoare și al 78-lea episod în total. A avut premiera la 15 octombrie 1990.
Episodul a fost regizat de Gabrielle Beaumont după un scenariu de John Whelpley și Jeri Taylor bazat pe o poveste de Ralph Phillips.

## Prezentare
Jean-Luc Picard trebuie să ajute un băiat uman crescut de extratereștri să-și aleagă drumul în viață. 

## Actori ocazionali
- Sherman Howard - Endar
- Chad Allen - Jono/Jeremiah Rossa
- Barbara Townsend - Amiral Connaught Rossa